# داعة (ذي السفال)

تعديل مصدري - تعديل

داعة محلة تابعة لقرية بيت عقيل، التابعة لعزلة رعاش بمديرية ذي السفال إحدى مديريات محافظة إب في الجمهورية اليمنية، بلغ تعداد سكانها 86 حسب تعداد اليمن لعام 2004.